# Genista juzepczukii
Genista juzepczukii là một loài thực vật có hoa trong họ Đậu. Loài này được Tzvelev miêu tả khoa học đầu tiên.